# Push the Sky Away
Push The Sky Away – piętnasty studyjny album nagrany przez zespół Nick Cave and the Bad Seeds. Album był nagrywany pomiędzy grudniem 2011 a sierpniem 2012 roku w studiu La Fabrique w Saint-Rémy-de-Provence we Francji. Płyta została poprzedzona dwoma singlami: "We No Who U R" oraz "Jubilee Street".

## Lista utworów
1. "We No Who U R" – 4:04
2. "Wide Lovely Eyes" – 3:40
3. "Water's Edge" – 3:49
4. "Jubilee Street" – 6:35
5. "Mermaids" – 3:49
6. "We Real Cool" – 4:18
7. "Finishing Jubilee Street" – 4:28
8. "Higgs Boson Blues" – 7:50
9. "Push the Sky Away" – 4:07